# Controversia dei riti malabarici
La Controversia dei riti malabarici fu una disputa sviluppatasi agli inizi del Seicento in concomitanza con l'affine e coeva questione dei riti cinesi. L'espressione trae origine dalla regione indiana del Malabar, in cui allora era presente un'importante missione gesuitica, più precisamente nella città di Madura (oggi Madurai). Nulla a che fare dunque con la Chiesa cattolica siro-malabarese.
Tale disputa nacque in occasione del viaggio in India del missionario gesuita Roberto de Nobili, compiuto nel 1604: de Nobili ruppe infatti la consuetudine dei missionari di impedire ai neofiti il ricorso a pratiche e usanze locali molto antiche, come l'uso di alcuni segni distintivi delle caste e certe abluzioni (a cui fu in seguito attribuito il nome di riti malabarici).
Nonostante avesse portato a un consistente aumento delle conversioni, tale condotta fu messa in discussione a Roma perché considerata troppo lassista. Nel 1623 papa Gregorio XV si pronunciò a favore di de Nobili, ma agli inizi del Settecento furono i cappuccini a pronunciarsi contro formulando 36 tesi di critica.
Una prima condanna dei Riti Malabarici venne promulgata nel 1704 dal legato papale Carlo Tommaso Maillard de Tournon, diretto in Cina.
Nel 1744 papa Benedetto XIV sancì le 16 norme a cui i missionari cattolici erano obbligati ad attenersi nell'attività di apostolato, tra cui l'obbligo di far assumere ai neofiti nomi di battesimo dei santi cristiani e di vietare l'uso dei segni distintivi delle caste. I missionari dovevano anche pronunciare un giuramento di fedeltà.
Fu poi papa Pio XII nell'aprile 1940 ad abrogare il divieto dei riti malabarici e il giuramento di fedeltà.